# Frozen (musikgrupp)
Frozen är ett spanskt black metal-band. Bandet startades år 2001 av  medlemmen som är känd under artistnamnet "Markdarkness".

## Historia
I början var bandets medlemmar: Markdarkness (gitarr och sång), Lord Tyrant (bas) och Djevel (trummor). Bandet började inte med repningar förrän året därpå, 2002, när de spelade in en demo som aldrig blev släppt. Under år 2003, gav bandet sina första konserter och hittade en ny medlem i gitarristen "Demonized". Samma år släppte de sin första demo: "Frozen Souls Of The Unlight".
I början av 2005, utökade bandet ytterligare med en medlem: "Carnage" (sång och bas) och de släppte därefter sin andra demo: "Consuming All Creation". Samma år lämnade medlemmarna Lord Tyrant och Djevel bandet.
2006 började bandet spela konserter runt om i Spanien och de spelade även tillsammans med andra band, som Hordak och The Art Of Blasphemy bland många fler. Bandet fick otroligt bra kritik av publiken.
I april år2007, släppte de en EP:n "Evoking Shadows Past" som bestod av två låtar. Den fanns endast tillgänglig på bandets officiella webbplats, där EP:n gick att ladda ner gratis. En månad senare, släppte de även en maxisingel, kallad "The Unborn", denna på 4 låtar.
Runt år 2009 kom bandet med en första platta, via svenska skivbolaget Downfall Records, vid namn "The Unborn". 

## Medlemmar
Nuvarande medlemmar
- Markdarkness (Marcos Ramos) – gitarr (2001– )
- Carnage (Edmundo Otero) – sång, basgitarr (2005– )

Tidigare medlemmar
- Lady Erzebeth – sång
- Hellreaper (aka Javier) – gitarr
- Darknosfer (José Trujillo) – keyboard
- Crow (David aka Lord Tyrant) – basgitarr (2001–2005)
- Djevel (aka Marco) – trummor (2001–2005)
- Demonized (Víctor Otero aka Deshumanized) – gitarr (2003–2011)

Turnerande medlemmar
- Matías de Vallejo – trummor (2009– )

## Diskografi
Demo
- 2003: Frozen Souls of the Unlight
- 2005: Consuming All Creation

Studioalbum
- 2009: The Unborn

EP
- 2007: The Unborn

Singlar
- 2007: "Evoking Shadows Past"